# 武汉经济协作区
武汉经济协作区（長江中遊經濟圈）于1987年5月23日在湖南岳阳成立，為中國大陸中部地區最大的经济合作组织，以武汉为中心，跨越长江中游地区的湖南（湘）、湖北（鄂）、江西（赣）三省武汉城市群、湘东北城市群和赣北城市群构成的经济圈。截止2005年11月市长联席会议，成员共计31个城市。其最高协调和决策机构为“市长联席会议”，每二年举行一次。

## 目标
突破以行政区划、单一地区或单一城市发展规划，建立区域内产业分工体系，促进城市间各个要素的融合、和城市间市场衔接等。以省会城市为中心，组建城市群（城市圈）；协作区以城市群为基础，相向发展，形成大的经济圈。 未来长江中游地区成为长江流域重要经济区，成为中国大陆继长江三角洲经济圈、珠江三角洲经济圈、环渤海经济圈之后第四个经济快速增长的地区。
| 周边白色部分属于行政区划管辖范围 中间白色部分表示未加入该组织 |

## 区域基本情况
武汉经济协作区面积近40万平方公里，人口约1亿5千万，31个城市政区2004年GDP总量约14000亿元。區內铁路干线有南北的京九线、京广线、焦柳线和东西走向的宁西线、汉丹线、襄渝线、长荆线、武九线、石长线、沪昆线，公路有南北走向的京珠高速、105国道、106国道、107国道、207国道和东西走向的312国道、316国道、318国道、320国道。

## 历史
1980年代中期，随着中国大陆的改革开放和经济发展走上正常轨道。为顺应经济的发展，以重庆、武汉、南京三市市委书记共同发起，于1985年12月组建了长江沿岸中心城市经济协调会。自此长江流域地区自1985年至1987年，以上海、重庆、武汉、南京四个城市为主体，开始分别组建区域性经济协作会。
1985年，武汉、岳阳、黄石等城市发起，“武汉经济协作区”筹组工作启动，1987年5月23日经济协作区在岳阳成立。在此期间，南京区域经济协调会、重庆经济协作区和长江三角洲经济区分别成立。

## 历次市长联系会议
- 第一次市长联席会议暨成立大会，1987年5月23日于湖南岳阳召开。
- 第二次市长联席会议于1988年8月31日在江西南昌召开；通过了《关于加强武汉经济协作区工作网络活动的意见》。
- 第三次市长联席会议于1990年5月在湖北武汉召开；修定《协作区互惠原则》，通过《资源联合开发》、接纳《共同组建企业集团》等提案。
- 第四次市长职席会议于1991年10月18日在湖北荆州召开；原则通过《关于在区域内进一步开展科技成果推广的意见》。
- 第五次市长联席会议于1994年9月16日在河南南阳召开；通过了《共建油料市场》、《组建企业家联谊会》、《金星计划》、《联建宜昌经协大厦》等提案。
- 第七次市长联席会议于1997年6月10日在湖北孝感召开；提出建立利用好区域市场，开展跨地区资产重组，推进基础设施建设的提案。
- 第八次市长联席会议于1999年5月18日在河南信阳召开；会议通过在信阳建立茶叶电子商务市场、建立华中旅游圈提案，修订武汉经济协作区互惠办法。
- 第九次市长联席会议于2001年6月16日河南驻马店召开；通过《新世纪实现联合发展新跨越的指导意见》、《联办武汉经贸洽谈会》的提案。
- 第十次市长联席会暨第四届中国竹文化节于2003年10月11日至12日在湖北咸宁召开；通过了新的武汉经济协作区章程；成员28个。
- 第十一次市长联席会议于2005年11月18日至19日在湖南长沙召开，成员31个。